# Берто, Марк
Марк Берто (фр. Marc Berthod, род. 24 ноября 1983, Санкт-Мориц) — бывший швейцарский горнолыжник, двукратный призёр чемпионата мира 2007 года. Специалист слаломных дисциплин.
Чемпион мира среди юниоров 2003 года в слаломе.
В Кубке мира Берто дебютировал в 2003 году, в январе 2007 года впервые в своей карьере победил на этапе Кубка мира в слаломе. Всего одержал две победы на этапах Кубка мира, по одной в слаломе и гигантском слаломе. Лучшим достижением в общем зачёте Кубка мира является для Берто 8-е место в сезоне 2006-07.
На Олимпиаде-2006 в Турине, показал следующие результаты: комбинация - 7-е место, гигантский слалом - 17-е место, слалом - 14-е место.
На Олимпиаде-2010 в Ванкувере, стал 29-м в гигантском слаломе, так же стартовал в слаломе но не добрался до финиша.
За свою карьеру участвовал в пяти чемпионатах мира, завоевал две бронзовые медали на чемпионате мира 2007 года в шведском Оре.
В сентябре 2016 года объявил о завершении карьеры.
Использовал лыжи и ботинки производства фирмы Atomic.